# 브히니츠와 테타우 백작부인 마리 킨스키
브히니츠와 테타우 백작부인 마리 킨스키(Countess Marie Kinsky von Wchinitz und Tettau, 1940년 4월 14일 ~ 2021년 8월 21일)는 리히텐슈타인의 한스아담 2세의 배우자이다. 보헤미아 모라바 보호령(지금의 체코)의 프라하에서 태어났다.

## 자녀
한스아담 2세와 결혼해서 슬하 3남 1녀를 두었다.
- 장남 알로이스 - 슬하 3남 1녀
- 차남 막시밀리안 - 슬하 1남
- 삼남 콘스탄틴 - 슬하 2남 1녀
- 장녀 타차나 - 슬하 2남 5녀